# Amomum elephantorum
Amomum elephantorum ist eine Pflanzenart aus der Gattung Amomum innerhalb der Familie der Ingwergewächse (Zingiberaceae). Sie kommt in Teilen Südostasiens vor.

## Beschreibung

### Vegetative Merkmale
Amomum elephantorum wächst als ausdauernde, krautige Pflanze, die Wuchshöhen von 3 bis 4 Metern erreicht. Die grünen Rhizome sind etwa 1 bis 2 Zentimeter dick und außen mit Schuppen bedeckt. Die ledrigen, außen unbehaarten und gerillten weißlichen bis dunkelbraunen Schuppen sind bei einer Länge von 1,5 bis 4,5 Zentimetern eiförmig bis breit eiförmig mit einem spitzen bis kappenförmigen oberen Ende und bewimperten Rändern. Das Rhizom ist zwischen den einzelnen „Pseudostämmen“ etwa 10 Zentimeter lang. Von jedem Rhizom gehen etwa 15 horstbildende Sprossachsen bzw. „Pseudostämme“ ab. An der mit einem Durchmesser von 1 bis 1,5 Zentimeter etwas geschwollenen Basis haben die Stängel hell- bis dunkelgrüne, unbehaarte sowie außen gerillte Blattscheiden. Die braunen und ledrigen Blatthäutchen sind außen unbehaart und werden 0,5 bis 1 Zentimeter lang; ihr oberes Ende ist ausgerandet und die Ränder sind ganzrandig.
Jeder Stängel besitzt etwa 50 Laubblätter. Diese sind in Blattstiel und Blattspreite gegliedert. Der Blattstiel ist sehr kurz, kann aber auch ganz fehlen. Die einfache Blattspreite ist bei einer Länge von 15 bis 35 Zentimetern sowie einer Breite von 1,5 bis 10 Zentimetern länglich bis lanzettlich mit lang und spitz zulaufender Blattbasis und lang geschwänzten oberen Ende. Die grüne Blattoberseite ist genauso wie die ebenfalls grüne Blattunterseite kahl. Die Blattspreiten weisen an der Unterseite eine auffällige Blattnervatur auf. Die Blattränder sind ganzrandig.

### Generative Merkmale
Direkt an der Stängelbasis aus dem Rhizom entwickelt sich auf einem etwa 20 Zentimeter langen und 1 bis 1,7 Zentimeter dicken, weißen bis rötlich braunen und an der Basis kahlen, ansonsten aber filzig behaarten Blütenstandsschaft ein bei einem Durchmesser von circa 5 Zentimetern kugelförmiger, gallertartige Blütenstand, in dem die Blüten dicht zusammen stehen. Je Stängel werden rund zwei Blütenstände gebildet und es blühen etwa drei Blüten gleichzeitig. Der Blütenstandsschaft ist mit grünen bis rötlich orangen, dicken und hartledrigen, gerillten und außen zottig behaarten Schuppen mit spitzen oberen Ende bedeckt, welche bei einer Länge von 2 bis 6 Zentimetern sowie einer Breite von 1 bis 5 Zentimetern eiförmig bis breit eiförmig geformt sind. Die rötlichen bis dunkelbraunen, außen zottig behaarten, gallertartigen und hartledrigen Tragblätter sind bei einer Länge von 3 bis 3,5 Zentimetern sowie einer Breite von 3 bis 3,2 Zentimetern breit eiförmig bis rundlich mit spitzen bis kappenförmigen oberen Ende. Die Innenseite der Tragblätter ist mit Ausnahme der zottig behaarten Basis kahl Jedes der Tragblätter trägt eine Blüte. Die rötlich hellbraunen, ledrigen, außen zottig behaarten 1,5 bis 1,6 Zentimeter langen und rund 0,5 Zentimeter breiten Deckblätter sind zu einer 1 bis 1,2 Zentimeter langen Röhre verwachsen. Ihre Spitze ist zweifach gezähnt, wobei die Zähen 0,3 bis 0,5 Zentimeter lang sind.
Die zwittrigen Blüten sind zygomorph und dreizählig mit doppelten, weißlich gelben bis cremefarbene Perianth. Die drei weißlich roten, ledrigen und außen zottig behaarten sowie innen kahlen Kelchblätter sind auf einer Länge von 1,5 bis 1,6 Zentimetern röhrenförmig miteinander verwachsen und sind mit einer Länge von 2,5 bis 2,6 Zentimeter sowie einer Breite von 0,3 bis 0,6 Zentimeter etwa gleich lang wie die Kronröhre. Sie sind dreifach gezähnt, wobei die Kelchzähne 0,4 bis 0,8 Zentimeter lang sind und haben ein spitzes oberes Ende. Die drei blass weißlich gelben bis cremefarbenen und 5 bis 5,5 Zentimeter langen und kahlen, ledrigen Kronblätter sind zu einer 2,5 bis 2,6 Zentimeter langen Kronröhre verwachsen. Es sind drei ebenfalls gelblich weiße bis cremefarbene und unbehaarte, membranartige Kronlappen mit kappenförmigen Spitzen vorhanden. Der mittlere Kronlappen ist 2,5 bis 3 Zentimetern lang und 1 bis 1,2 Zentimeter breit während die beiden seitlichen Kronlappen bei einer Länge von 2,5 bis 3 Zentimetern sowie einer Breite von 0,6 bis 0,8 Zentimetern etwas schmäler sind. Nur das mittlere der Staubblätter des inneren Kreises ist fertil. Das fertile Staubblatt besitzt einen abgeflachten, 1,3 bis 1,5 Zentimeter langen, kahlen, gelblich orangen und rot gepunkteten Staubfaden. Der gelbe und rot gepunktete sowie unbehaarte Staubbeutels ist bei einer Länge von 0,7 bis 0,8 Zentimetern sowie einer Breite von rund 0,4 Zentimetern länglich geformt. Die Staminodien des inneren Kreises sind zu einem Labellum verwachsen. Das 2,5 bis 3 Zentimeter lange und rund 3 Zentimeter breite, schüsselartige geformte, membranartige und unbehaarte Labellum ist gelblich orange mit roten Punkten sowie einem dunkelgelben Fleck an der Spitze; es besitzt eine abgerundete Spitze sowie ganzrandige und gefaltete Ränder. Die seitlichen, unverzweigten und rosaroten Staminodien sind bei einer Länge von etwa 0,3 Zentimeter länglich. Drei Fruchtblätter sind zu einem dreikammerigen, unbehaarten, rund 0,5 Zentimetern dicken sowie etwa 0,3 Zentimetern langen, blasigen Fruchtknoten verwachsen. Jede der kugeligen Fruchtknotenkammer enthält bis zu 20 Samenanlagen. Der Griffel ist haarig und endet in einer abgerundeten und behaarten Narbe mit bewimperter Spitze.
Der Schaft des Fruchtstandes ist braun, kahl, etwa 15 bis 25 Zentimeter lang und rund 0,5 Zentimeter dick. In einem etwa 10 Zentimetern dicken Fruchtstand befinden sich bis zu 25 Kapselfrüchte. Die bei einem Durchmesser von 1 bis 1,5 Zentimeter kugelförmigen Kapselfrüchte sind dunkelrot gefärbt. Die behaarte Oberfläche der Früchte weist harte und spitze Stachel auf. Jedes der drei Fruchtfächer enthält bis zu 20 Samen. Die Samen sind bei einem Durchmesser von etwa 3 Millimetern kugelig.

## Vorkommen
Das natürliche Verbreitungsgebiet von Amomum elephantorum liegt in Südostasien. Es erstreckt sich dabei über Teile von Kambodscha, Laos, Thailand sowie Vietnam. Die Art gedeiht in Höhenlagen von 220 bis 550 Metern an schattigen Standorten in immer- und sommergrünen sowie offenen Wäldern.

## Taxonomie
Die Erstbeschreibung als Amomum elephantorum erfolgte 1906 durch François Gagnepain in Bulletin de la Société Botanique de France, Nummer 53, Seite 137, nachdem Jean Baptiste Louis Pierre den Namen für die Art bereits verwendete, aber keine gültige Erstbeschreibung veröffentlichte.

## Gefährdung und Schutz
Amomum elephantorum wird in der Roten Liste der IUCN seit 2011 als „nicht gefährdet“ geführt. Der Bestand der Art vor allem aufgrund ihres großen Verbreitungsgebietes als stabil angesehen, einzige die Umnutzung von Wäldern zum Ackerbau könnte eine Gefährdung für die Art darstellen.